# Margaret Molesworth
Maud Margaret "Mall" Molesworth  (antes Mutch; 18 de octubre de 1894 - 9 de julio de 1985) fue una jugadora de tenis de Queensland, Australia, que ganó el título inaugural de individuales femeninos del Campeonato Australiano en 1922 y defendió con éxito su título en 1923.

## Carrera de tenis
Ganó su primer título importante de tenis en 1914: el dobles femenino de Queensland. Durante gran parte de los siguientes cinco años, los eventos deportivos en Australia fueron cancelados debido a la Primera Guerra Mundial.

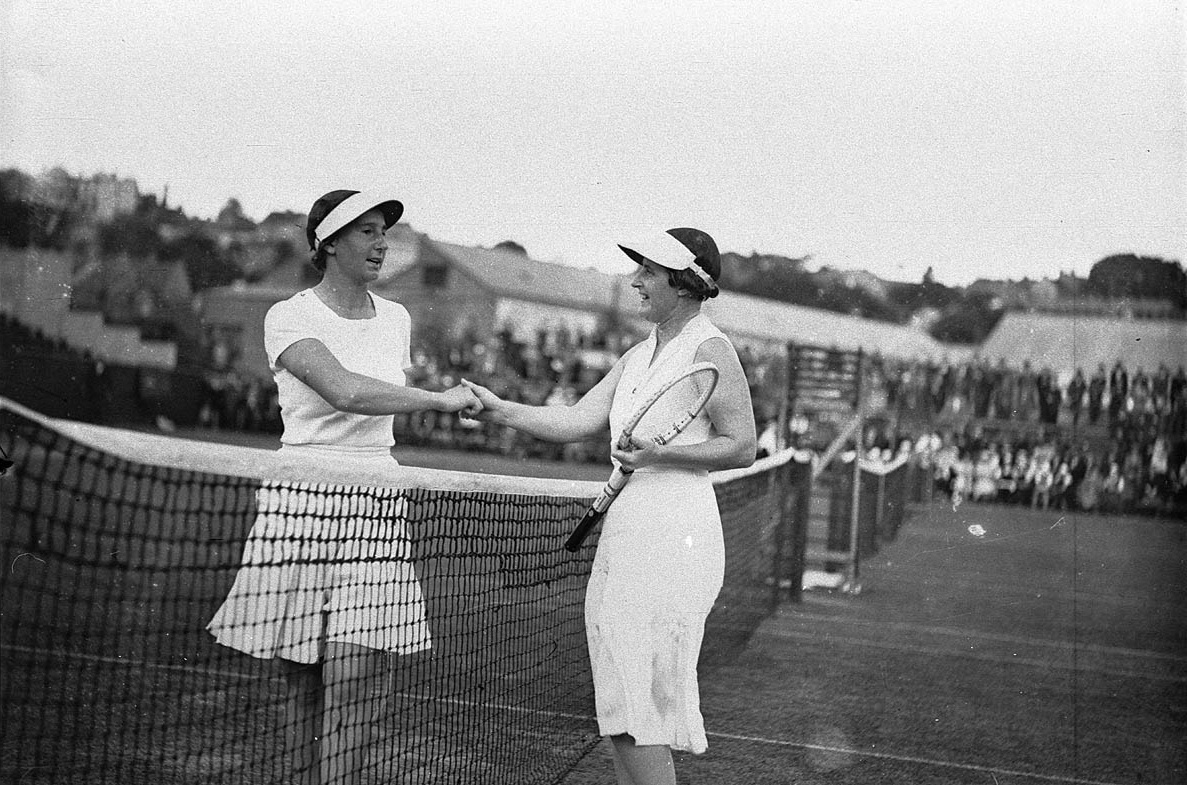
Maude Margaret Molesworth y Dorothy Round, 1934

Molesworth ganó campeonatos de tenis en Nueva Gales del Sur, Victoria, Australia Meridional y Tasmania a partir de 1919. En el primer Campeonato Australiano en 1922, Molesworth derrotó a su compatriota australiana Esna Boyd Robertson 6-3, 10-8 en la final. Un año después, defendió con éxito su título, nuevamente derrotando a Robertson en la final.
Molesworth no pudo competir en el extranjero hasta 1934, cuando, a los 40 años, alcanzó los dieciseisavos de final del Campeonato Francés. En el Campeonato de Wimbledon de 1934 perdió en la primera ronda del evento individual ante Madzy Rollin Couquerque y llegó a la tercera ronda de dobles con Joan Hartigan.
En dobles, Molesworth ganó tres títulos femeninos en el Campeonato Australiano con Emily Hood Westacott, en 1930, 1933 y 1934. También fue subcampeona en dobles femeninos y mixtos en el Campeonato Australiano en 1923.
Molesworth fue la primera mujer tenista australiana en ser incluida en los diez mejores clasificaciones mundiales. Arthur Wallis Myers del Daily Telegraph la clasificó en el puesto 10 en 1922 y 1923.
En 1924, principalmente por razones de salud, Molesworth se retiró del deporte. Regresó unos años después, siempre considerada una amenaza en los torneos australianos. En 1934, alcanzó nuevamente la final individual australiana. Más tarde ese año, compitió en el extranjero por primera vez, jugando en Campeonatos de Wimbledon y el Campeonato Francés.

## Retiro
Después de retirarse de la competencia, Molesworth se convirtió en una de las primeras entrenadoras profesionales femeninas en Australia. Hasta su muerte en 1985, mantuvo un interés de por vida en el deporte del tenis.
En los Honores del Cumpleaños de la Reina de 1972, Molesworth recibió la Medalla del Imperio Británico (BEM) por "servicio a la comunidad de Ku-ring-gai, Nueva Gales del Sur.

## Personal
El 19 de junio de 1918, en Brisbane, Molesworth se casó con Bevil Hugh Molesworth (1891–1971), un educador y locutor de radio.
Molesworth murió en su hogar en Lindfield el 9 de julio de 1985. Su único hijo, Hugh (nacido en 1925), falleció antes que ella en 1960. El 25 de enero de 2022, Maude Margaret Molesworth y Joan Hartigan fueron incluidas en el Salón de la Fama del Tenis Australiano en una ceremonia especial en el Rod Laver Arena.

## Finales de Grand Slam

### Individuales: 3 (2 títulos, 1 subcampeonato)
| Resultado | Año  | Campeonato           | Superficie | Oponente            | Puntuación |
| --------- | ---- | -------------------- | ---------- | ------------------- | ---------- |
| Victoria  | 1922 | Abierto de Australia | Césped     | Esna Boyd Robertson | 6–3, 10–8  |
| Victoria  | 1923 | Abierto de Australia | Césped     | Esna Boyd Robertson | 6–1, 7–5   |
| Derrota   | 1934 | Abierto de Australia | Césped     | Joan Hartigan       | 1–6, 4–6   |

### Dobles: 4 (4 títulos)
| Resultado | Año  | Campeonato           | Superficie | Compañera            | Oponentes                                 | Puntuación    |
| --------- | ---- | -------------------- | ---------- | -------------------- | ----------------------------------------- | ------------- |
| Derrota   | 1923 | Abierto de Australia | Césped     | Beryl Turner         | Esna Boyd Robertson Sylvia Lance Harper   | 1–6, 4–6      |
| Victoria  | 1930 | Abierto de Australia | Césped     | Emily Hood Westacott | Marjorie Cox Crawford Sylvia Lance Harper | 6–3, 0–6, 7–5 |
| Victoria  | 1933 | Abierto de Australia | Césped     | Emily Hood Westacott | Joan Hartigan Marjorie Gladman            | 6–3, 6–2      |
| Victoria  | 1934 | Abierto de Australia | Césped     | Emily Hood Westacott | Joan Hartigan Ula Valkenburg              | 6–8, 6–4, 6–4 |

### Dobles mixtos: 1 (1 subcampeonato)
| Resultado | Año  | Campeonato           | Superficie | Compañero     | Oponentes                       | Puntuación    |
| --------- | ---- | -------------------- | ---------- | ------------- | ------------------------------- | ------------- |
| Derrota   | 1923 | Abierto de Australia | Césped     | Bert St. John | Sylvia Lance Harper Horace Rice | 6–2, 4–6, 4–6 |

## Cronología de torneos de individuales de Grand Slam
| G | F | SF | CF | #R | RR | Q# | DNQ | A | NH |

(G) ganador; (F) finalista; (SF) semifinalista; (CF) cuartofinalista; (#R) rondas 4, 3, 2, 1; (RR) round-robin; (Q#) ronda de clasificación; (NC) no calificó; (A) ausente; (NS) no sostenido; (PA) porcentaje de acertamiento (eventos ganados / competido); (V–D) récord de victorias y derrotas.
| Torneo                       | 1922  | 1923  | 1924  | 1925  | 1926  | 1927  | 1928  | 1929  | 1930  | 1931  | 1932  | 1933  | 1934  | 1935  | Total  |
| ---------------------------- | ----- | ----- | ----- | ----- | ----- | ----- | ----- | ----- | ----- | ----- | ----- | ----- | ----- | ----- | ------ |
| Abierto de Australia         | G     | G     | CF    | A     | A     | A     | CF    | CF    | CF    | 1R    | A     | CF    | F     | 2R    | 2 / 10 |
| Campeonato de Francia1       | A     | A     | NH    | A     | A     | A     | A     | A     | A     | A     | A     | A     | 3R    | A     | 0 / 1  |
| Wimbledon                    | A     | A     | A     | A     | A     | A     | A     | A     | A     | A     | A     | A     | 1R    | A     | 0 / 1  |
| Campeonato de Estados Unidos | A     | A     | A     | A     | A     | A     | A     | A     | A     | A     | A     | A     | A     | A     | 0 / 0  |
| Total                        | 1 / 1 | 1 / 1 | 0 / 1 | 0 / 0 | 0 / 0 | 0 / 0 | 0 / 1 | 0 / 1 | 0 / 1 | 0 / 1 | 0 / 0 | 0 / 1 | 0 / 3 | 0 / 1 | 2 / 12 |

1Hasta 1923, los Campeonatos de Francia estaban abiertos únicamente a ciudadanos franceses. El Campeonato Mundial de Tierra Batida -The World Hard Court Championships (WHCC), jugado en arcilla en París o Bruselas, comenzó en 1912 y estaba abierto a todas las nacionalidades. Los resultados de las ediciones de 1922 y 1923 de ese torneo se muestran aquí. Los Juegos Olímpicos reemplazaron al WHCC en 1924, ya que los Juegos Olímpicos se celebraron en París. A partir de 1925, los Campeonatos de Francia estuvieron abiertos a todas las nacionalidades, y los resultados que se muestran aquí comienzan con ese año.